# الدوري الأردني 1954
الدوري الأردني لعام 1954 كان الموسم التاسع من الدوري الأردني للمحترفين، دوري الدرجة الأولى لأندية كرة القدم الأردنية. فاز النادي الأهلي بالبطولة حينها.

## وصلات خارجية
- موقع الاتحاد الأردني لكرة القدم